# Nati nel 1904/Settembre
| Questa pagina contiene informazioni ricavate automaticamente dalle voci biografiche con l'ausilio del template Bio e di un bot. L'aggiornamento è periodico e automatico e ricostruisce completamente la pagina. Se manca una persona in questa lista, sei pregato di non aggiungerla, ma accertati piuttosto che la sua voce biografica contenga il template Bio e che i dati anagrafici siano correttamente compilati. Se il template Bio manca, inseriscilo tu stesso o, in alternativa, metti l'avviso {{tmp\|Bio}} che ne segnala la mancanza. Se i dati riportati sono sbagliati, correggi direttamente la voce biografica; le modifiche saranno visibili in questa lista entro pochi giorni. Per chiarimenti vedi il progetto biografie. La lista contiene solo le 133 persone che sono citate nell'enciclopedia e per le quali è stato implementato correttamente il template Bio. Pagina aggiornata al 10 giu 2025. |

- 1º settembre - Angelo Albertoni, calciatore italiano († 1987)
- 1º settembre - Anna Bonivardi, partigiana italiana († 1998)
- 1º settembre - Karl Ernst, generale tedesco († 1934)
- 1º settembre - Aya Kōda, scrittrice giapponese († 1990)
- 1º settembre - Johnny Mack Brown, attore statunitense († 1974)
- 1º settembre - Bill Peart, calciatore inglese († 1991)
- 2 settembre - Herbert Engelsing, avvocato tedesco († 1962)
- 3 settembre - Eugenio Bussa, presbitero italiano († 1977)
- 3 settembre - Giambattista Dal Piaz, geologo italiano († 1995)
- 3 settembre - Bruna Moretti, disegnatrice, illustratrice e pittrice italiana († 1989)
- 3 settembre - Gaudenzio Nazario, calciatore italiano
- 3 settembre - Ettore Rivolta, marciatore italiano († 1977)
- 4 settembre - Sabin Carr, astista statunitense († 1983)
- 4 settembre - Christian-Jaque, regista francese († 1994)
- 5 settembre - Franz Pagliani, politico e medico italiano († 1986)
- 6 settembre - Alta Allen, attrice statunitense († 1998)
- 6 settembre - Angelo Bianchi, calciatore italiano
- 6 settembre - Groff Conklin, critico letterario e curatore editoriale statunitense († 1968)
- 6 settembre - Tom Fillingham, calciatore inglese († 1960)
- 6 settembre - Harry Hoijer, antropologo e linguista statunitense († 1976)
- 6 settembre - Ray McCarey, regista e sceneggiatore statunitense († 1948)
- 6 settembre - Erminio Parmesani, calciatore italiano († 1960)
- 6 settembre - Pietro Quinto, ginecologo italiano († 1987)
- 6 settembre - Maxie Rosenbloom, pugile e attore statunitense († 1976)
- 6 settembre - Richard Waghorn, aviatore e militare britannico († 1931)
- 8 settembre - Renato Bracci, canottiere italiano († 1975)
- 8 settembre - Frank Cousins, sindacalista britannico († 1986)
- 8 settembre - Mario Einaudi, politologo e antifascista italiano († 1994)
- 8 settembre - Karl Hessenberg, matematico e ingegnere tedesco († 1959)
- 8 settembre - R.G. Springsteen, regista statunitense († 1989)
- 8 settembre - José Roberto Torrent Prats, pittore spagnolo († 1990)
- 9 settembre - Goffredo Alessandrini, regista e ostacolista italiano († 1978)
- 9 settembre - Nino Bergese, cuoco italiano († 1977)
- 9 settembre - Tat'jana Bulach Gardina, attrice e poetessa sovietica († 1973)
- 9 settembre - Feroze Khan, hockeista su prato indiano († 2005)
- 9 settembre - Julien Sottiault, calciatore francese († 1975)
- 10 settembre - Juan José Arévalo, politico guatemalteco († 1990)
- 10 settembre - Giuseppe Ciaffei, ufficiale e storico italiano († 1982)
- 10 settembre - Humberto Elgueta, calciatore cileno († 1976)
- 10 settembre - János Hajdú, schermidore ungherese († 1981)
- 10 settembre - Mario Palandri, calciatore italiano († 1951)
- 10 settembre - Max Shachtman, filosofo statunitense († 1972)
- 10 settembre - Renzo Videsott, ambientalista, veterinario e alpinista italiano († 1974)
- 10 settembre - Dionisio Weisz, calciatore e allenatore di calcio ungherese († 1992)
- 11 settembre - José María Bueno y Monreal, cardinale e arcivescovo cattolico spagnolo († 1987)
- 11 settembre - Einar Larsen, calciatore norvegese († 1977)
- 11 settembre - Gennaro Patricolo, politico e giornalista italiano († 1980)
- 11 settembre - Lorenzo Perrone, operaio italiano († 1952)
- 11 settembre - Lyman Bradford Smith, botanico statunitense († 1997)
- 12 settembre - Fernand Bergmann, cestista svizzero
- 12 settembre - Mike Bookie, calciatore statunitense († 1944)
- 12 settembre - Tarcisio Pacati, politico italiano († 1960)
- 12 settembre - Gavriil Nikolaevič Popov, compositore sovietico († 1972)
- 12 settembre - Raúl Saucedo, schermidore argentino († 1966)
- 12 settembre - Fides Stagni, pittrice e attrice italiana († 2002)
- 12 settembre - John Wisdom, filosofo inglese († 1993)
- 13 settembre - Edwina Booth, attrice statunitense († 1991)
- 13 settembre - Fausto Cecconi, militare e aviatore italiano († 1931)
- 13 settembre - Jole Fano, attrice teatrale e imprenditrice italiana († 1972)
- 13 settembre - Gladys George, attrice statunitense († 1954)
- 13 settembre - Leon William Johnson, generale e aviatore statunitense († 1997)
- 13 settembre - Richard Scheringer, politico e militare tedesco († 1986)
- 14 settembre - Frank Amyot, canoista canadese († 1962)
- 14 settembre - Ilio Bocci, politico e partigiano italiano († 1975)
- 14 settembre - Flora Bramley, attrice inglese († 1993)
- 14 settembre - Cameron Cobbold, I barone Cobbold, banchiere inglese († 1987)
- 14 settembre - Dhimiter Çani, scultore albanese († 1990)
- 14 settembre - Semën Denisovič Ignat'ev, politico sovietico († 1983)
- 15 settembre - Tom Conway, attore britannico († 1967)
- 15 settembre - Piero Girace, giornalista, scrittore e critico d'arte italiano († 1970)
- 15 settembre - Sergej Iosifovič Jutkevič, regista e sceneggiatore sovietico († 1985)
- 15 settembre - Umberto II di Savoia, italiano († 1983)
- 16 settembre - Madre Luisa Arlotti, religiosa, insegnante e partigiana italiana († 1988)
- 16 settembre - Giovanni Battista Caneva, sportivo, sindacalista e politico italiano († 1947)
- 16 settembre - Marcel Pourbaix, chimico belga († 1998)
- 16 settembre - Ted Temme, nuotatore e pallanuotista britannico († 1978)
- 17 settembre - Frederick Ashton, coreografo, ballerino e direttore artistico britannico († 1988)
- 17 settembre - Jerry Colonna, attore statunitense († 1986)
- 17 settembre - Fritz Eiberle, calciatore tedesco († 1987)
- 17 settembre - Harry Glancy, nuotatore statunitense († 2002)
- 17 settembre - José María Hinojosa, poeta e scrittore spagnolo († 1936)
- 17 settembre - Edgar G. Ulmer, regista, scenografo e sceneggiatore austriaco († 1972)
- 18 settembre - Bun Cook, hockeista su ghiaccio e allenatore di hockey su ghiaccio canadese († 1988)
- 18 settembre - David Eccles, I visconte Eccles, politico inglese († 1999)
- 18 settembre - František Stehlík, calciatore cecoslovacco († 1939)
- 18 settembre - Paul van den Broeck, bobbista e hockeista su ghiaccio belga († 1972)
- 19 settembre - Elvia Allman, attrice e doppiatrice statunitense († 1992)
- 19 settembre - Antonio Janni, allenatore di calcio e calciatore italiano († 1987)
- 19 settembre - Anna Zofia Krygowska, matematica polacca († 1988)
- 19 settembre - Julije Makanec, politico, insegnante e scrittore croato († 1945)
- 19 settembre - Paolo Perilli, ingegnere e architetto italiano († 1982)
- 19 settembre - Orazio Strano, cantante italiano († 1981)
- 20 settembre - Umberto Baldini, fantino italiano († 1982)
- 20 settembre - Otto Imhof, calciatore svizzero († 1986)
- 20 settembre - Joseph Kaucsar, calciatore rumeno († 1986)
- 20 settembre - Umberto Lusena, militare e partigiano italiano († 1944)
- 20 settembre - Zdenko Škreb, storico della letteratura croato († 1985)
- 21 settembre - Guido De Filip, canottiere italiano († 1968)
- 21 settembre - Norbert Dufourcq, musicologo e musicista francese († 1990)
- 21 settembre - Hans Hartung, pittore tedesco († 1989)
- 21 settembre - Alexander Key, scrittore statunitense († 1979)
- 21 settembre - Gjergj Volaj, vescovo cattolico albanese († 1948)
- 21 settembre - Miron Zlatin, attivista francese († 1944)
- 22 settembre - Utahna La Reno, attrice statunitense († 1973)
- 22 settembre - Joe Valachi, mafioso e collaboratore di giustizia statunitense († 1971)
- 23 settembre - Ibrahim Moustafa, lottatore egiziano († 1968)
- 23 settembre - Meyer Schapiro, storico dell'arte statunitense († 1996)
- 23 settembre - Robert Williams, attore statunitense († 1978)
- 24 settembre - Evan Tom Davies, matematico gallese († 1973)
- 24 settembre - Gino Sopracordevole, canottiere italiano († 1995)
- 24 settembre - Jackie Wright, attore britannico († 1989)
- 25 settembre - Olive Ann Beech, imprenditrice statunitense († 1993)
- 26 settembre - Claude E. Carpenter, scenografo statunitense († 1976)
- 26 settembre - Lars Thörn, velista svedese († 1990)
- 27 settembre - Dimităr Angelov, insegnante e scrittore bulgaro († 1977)
- 27 settembre - Vladimír Bělík, calciatore cecoslovacco
- 27 settembre - Edvard Kocbek, poeta e partigiano sloveno († 1981)
- 28 settembre - Frank Cuhel, ostacolista statunitense († 1943)
- 28 settembre - Piero Drisaldi, hockeista su pista italiano († 1985)
- 28 settembre - Giulio Gaudini, schermidore italiano († 1948)
- 29 settembre - Georges Bauer, pallanuotista lussemburghese († 1987)
- 29 settembre - Georg Ferdinand Duckwitz, diplomatico tedesco († 1973)
- 29 settembre - Egon Eiermann, architetto tedesco († 1970)
- 29 settembre - Dorothy Emmet, filosofa britannica († 2000)
- 29 settembre - Greer Garson, attrice e cantante britannica († 1996)
- 29 settembre - André Lallemand, astronomo francese († 1978)
- 29 settembre - Nikolaj Ostrovskij, scrittore sovietico († 1936)
- 29 settembre - Vincenzo Passarelli, ingegnere italiano († 1985)
- 29 settembre - Sadeq Mohammad Khan V, pakistano († 1966)
- 29 settembre - Michał Waszyński, regista e sceneggiatore polacco († 1965)
- 30 settembre - Renzo Fubini, economista italiano († 1944)
- 30 settembre - Umberto Massola, attivista e politico italiano († 1978)
- 30 settembre - Waldo Williams, poeta britannico († 1971)